# Forsebia perlaeta
Forsebia perlaeta är en fjärilsart som beskrevs av Edwards 1882. Forsebia perlaeta ingår i släktet Forsebia och familjen nattflyn. Inga underarter finns listade i Catalogue of Life.